# Pueblo macasar
El pueblo macasar o macasarés es un grupo étnico que habita la parte meridional de la Península Sur, en las islas Célebes, en Indonesia. Viven alrededor de Macasar, la capital de la provincia de Célebes Meridional, así como en las tierras altas de Konjo, las zonas costeras y las islas Selayar y Spermonde. Hablan el idioma macasar, que está estrechamente relacionado con el buginés y también un criollo malayo llamado macasar malayo.

## Historia
Los macasares son una etnia originaria de la costa sur de la isla de Sulawesi. Sus espíritus exploradores les han llevado a exitosas exploraciones en el extranjero. Esto se ejemplifica con el sultanato de Gowa (siglos XIV-XVII), que logró formar un vasto imperio islámico con una fuerza naval grande y fuerte. Su territorio incluía casi toda la isla de Sulawesi, el este de Kalimantan, las Islas menores de la Sonda orientales, parte de las lslas menores de la Sonda occidentales, parte de Maluku y algunas pequeñas islas circundantes. El pueblo macasar hizo tratados con el reino de Bali y cooperó con Malaca y Banten, así como con algunos otros reinos dentro del archipiélago. A veces se firmaron tratados similares con potencias extranjeras, especialmente con los portugueses. Sin embargo, hasta su caída, Gowa también participó en guerras en curso con los Países Bajos.
Se sabe que los macasares exploraron gran parte del océano cercano, llegando hasta Sudáfrica, donde existe una zona llamada “Macassar”. Se sospecha que la población local es de ascendencia mixta indígena y macasar. Mientras tanto, es probable que el nombre Maccassar se haya originado a partir del nombre de la tierra natal de sus antepasados. Hay varios lugares llamados Maccassar en Sudáfrica y la vecina Mozambique.

## Contacto con Australia
Los recolectores de pepinos de mar macasares (llamados trepangers) de la esquina suroeste de Sulawesi (anteriormente Célebes) visitaron la costa del norte de Australia en los siglos XVIII y XIX para recolectar y procesar trepang (también conocido como pepino de mar), un invertebrado marino apreciado por sus valores culinarios y medicinales en los mercados chinos. El término makassan (o macassan) se usa generalmente para aplicar a todos los trepangers que llegaron a Australia, aunque algunos eran de otras islas del archipiélago de Indonesia, incluidas Timor, Rote y Aru.

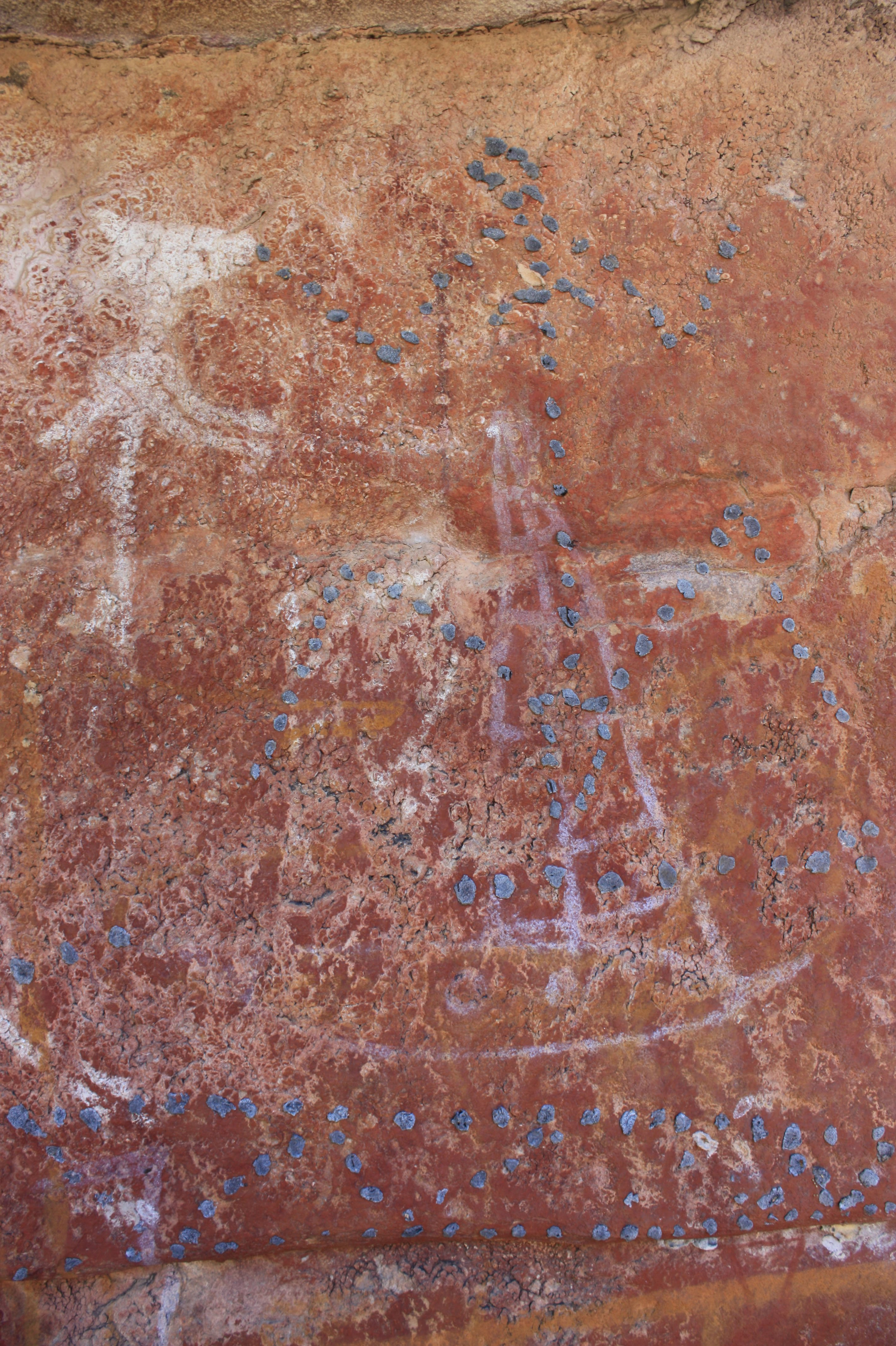
Una figura femenina delineada en cera de abejas sobre la pintura de un prau blanco de Macasar

Las flotas pesqueras comenzaron a visitar las costas del norte de Australia desde Macasar en el sur de Sulawesi, Indonesia, alrededor de 1720, pero posiblemente antes. Si bien el estudio clásico de Campbell Macknight sobre la industria del trepang macassan acepta el comienzo de la industria alrededor de 1720, con el primer viaje registrado realizado en 1751, Regina Ganter, de la Universidad Griffith, señala a un historiador de Sulawesi que sugiere una fecha de inicio para la industria, de alrededor de 1640. Ganter también señala que, para algunos antropólogos, el amplio impacto de la industria del trepang en el pueblo yolngu sugiere un período de contacto más largo. El arte rupestre de Arnhem Land, registrado por arqueólogos en 2008, parece proporcionar más evidencia del contacto con Makassan a mediados del siglo XVII. Incluso se ha propuesto el contacto desde el siglo XVI.
En el apogeo de la industria del trepang, los macasares recorrían miles de kilómetros a lo largo de las costas del norte de Australia, llegando con el monzón del noroeste cada diciembre. Los perahu o praos macasares (barcos con batanga) podían transportar una tripulación de treinta miembros, y Macknight estimó que el número total de trepangers que llegaban cada año era de unos mil. Las tripulaciones macasares se establecieron en varios lugares semipermanentes en la costa, para hervir y secar el pepino de mar antes del viaje de regreso a casa, cuatro meses después, con el fin de vender su cargamento a comerciantes chinos. Marege' era el nombre macasar de la tierra de Arnhem (que significa literalmente "país salvaje") desde la península de Cobourg hasta Groote Eylandt, en el golfo de Carpentaria. Kayu Jawa era el nombre de los caladeros de la región de Kimberley en Australia Occidental, desde Napier Broome Bay hasta el cabo Leveque . Otras zonas pesqueras importantes incluyeron Papúa Occidental, Sumbawa, Timor y Selayar. Matthew Flinders, en su circunnavegación de Australia en 1803, se encontró con una flota de trepangs de Makassan cerca de la actual Nhulunbuy . Se comunicó con un capitán macasar, Pobasso, a través de su cocinero, que también era malayo, y se enteró del alcance del comercio a partir de este encuentro. Ganter escribe que había como máximo "1.000 macasares" en comparación con los casi "7.000 británicos ubicados en Sydney Cove y Newcastle". Nicholas Baudin también encontró 26 grandes perahu frente a la costa norte de Australia Occidental en el mismo año. Ganter afirma que los asentamientos británicos de Fort Dundas y Fort Wellington se establecieron como resultado del contacto de Phillip Parker King con los trepangers de Makassan en 1821.
Usando Daeng Rangka, el último trepanger de Macasar que visitó Australia, vivió hasta bien entrado el siglo XX y, por lo tanto, la historia de sus viajes está bien documentada. Primero hizo el viaje al norte de Australia cuando era joven. Sufrió el desarbolado y varios naufragios,  tuvo relaciones generalmente positivas pero ocasionalmente conflictivas con los indígenas australianos, y fue el primer trepanger en pagar la licencia para recolectar pepinos de mar del gobierno de Australia del Sur en 1883, un impuesto que hizo que el comercio fuera menos viable. El comercio continuó disminuyendo hacia fines del siglo XIX, debido a la imposición de aranceles aduaneros y tarifas de licencia y probablemente agravado por la sobrepesca.[cita requerida] Usando Daeng Rangka comandó el último perahu macasar, que abandonó Arnhem Land en 1907.

## Estilo de vida
La principal fuente de ingresos de los macasares es el cultivo del arroz; sin embargo, también son famosos en toda Indonesia por su habilidad en el comercio y como pescadores. Esto incluye la cosecha de pepinos de mar, una práctica conocida como trepang.
La división del trabajo es estricta debido a la rígida separación de los sexos, como en todas las comunidades musulmanas tradicionales. Los hombres se dedican a asuntos fuera de la casa como la agricultura, la pesca, etc. Las mujeres suelen ser las responsables de las tareas del hogar, mientras que el hombre es el cabeza de familia. Mientras están en público, la esposa y los hijos deben mostrarle respeto. Por lo general, las decisiones finales sobre la familia las toma el marido. En las zonas rurales, el matrimonio arreglado todavía se practica ampliamente.
La poligamia es aceptada por la gente de Macasar, pero, dado que se debe proporcionar una casa separada para cada esposa, solo se practica entre las personas ricas.
Siri (respeto y honor) es el código social por el que viven los macasares. Cualquiera que ofenda gravemente el siri de otra persona corre el riesgo de morir, en cuyo caso las autoridades a menudo se niegan a intervenir. Los macasares a menudo ayudan a sus vecinos en asuntos como trabajar en los campos de arroz y construir casas.

## Idioma

### idioma macasar
El idioma macasar, también conocido como Basa Mangkasara (código ISO: mak ), es el idioma hablado por el pueblo macasar. Este idioma se clasifica como parte de la rama makassaric del subgrupo Sulawesi del sur, que a su vez es parte de la rama malayo-polinesia de la familia de lenguas austronesias.

### Idioma macasar malayo
Comúnmente conocido como "logat makassar" (dialecto de macasar; código ISO: mfp ) es un criollo del malayo. Este idioma se utiliza como idioma de comercio en el puerto de Macasar, en Sulawesi del Sur. El número de hablantes era de 1,889 millones en el año 2000 y se estima que el número de hablantes de estas lenguas seguirá creciendo hasta alcanzar los ± 3,5 millones de habitantes. El idioma es utilizado principalmente por inmigrantes de fuera de la ciudad de Macasar, la población de la ciudad de Macasar, los jóvenes de Macasar o las personas que no dominan el macasarés. Este idioma se habla a lo largo de la región de la Península Sur de Sulawesi.

## Religión

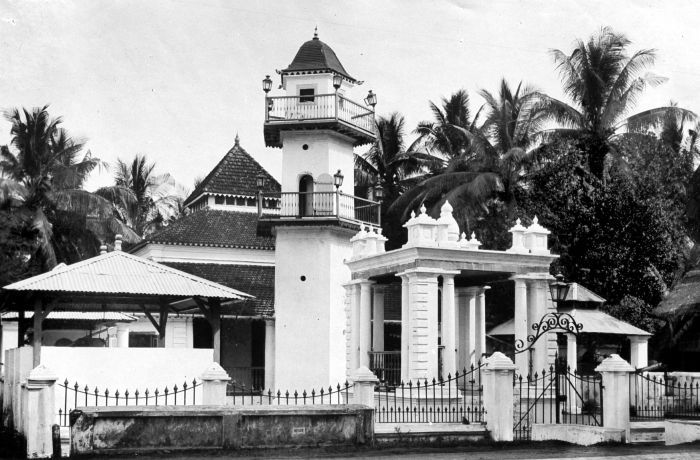
Una mezquita de Macasar en el período colonial, década de 1930

Alrededor del siglo XVI, Sulawesi del Sur era un centro de comercio de la región con comerciantes musulmanes malayos y comerciantes portugueses que visitaban con frecuencia la zona. Los gobernantes nativos generalmente no estaban comprometidos con las religiones musulmana o cristiana y permitieron que ambas mantuvieran su presencia. Hacia 1537 el padre Manuel d'la Costa visitó la corte de Gowa, junto con representantes portugueses de Ternate. Según los registros portugueses, una parte de la aristocracia de Gowan decidió convertirse al cristianismo.
Según Antonio de Payva, comerciante portugués y misionero de Malaca, que tuvo cierto éxito al convertir a algunos reyes bugis de Ajatappareng, cuando un misionero portugués trató de convertir al decimocuarto rey gowa, I Mangngarangi Daeng Manrabbia, se mostró reacio a cambiar su fe y voluntad ancestrales e invitó a los sacerdotes malayos a comparar ambas religiones primero. Alrededor de 1593, decidió abrazar el Islam y adoptar el título de Sultán Aluddin. Luego estableció el Islam como la religión oficial de Gowa. Payva señaló que los comerciantes y sacerdotes malayos son generalmente más aceptados y confiables en comparación con los portugueses. Gowa había mantenido relaciones con comerciantes de Java, Sumatra, Pattani, Pahang, Champa y Johor desde el noveno rey de Gowa, Tum'parisi Kallona. Según el texto Lontarak Patturiolonga, bajo el gobierno del undécimo rey Gowa, Tunipalangga, a estos comerciantes se les permitió practicar el Islam y tenían privilegios especiales.

## Cultura

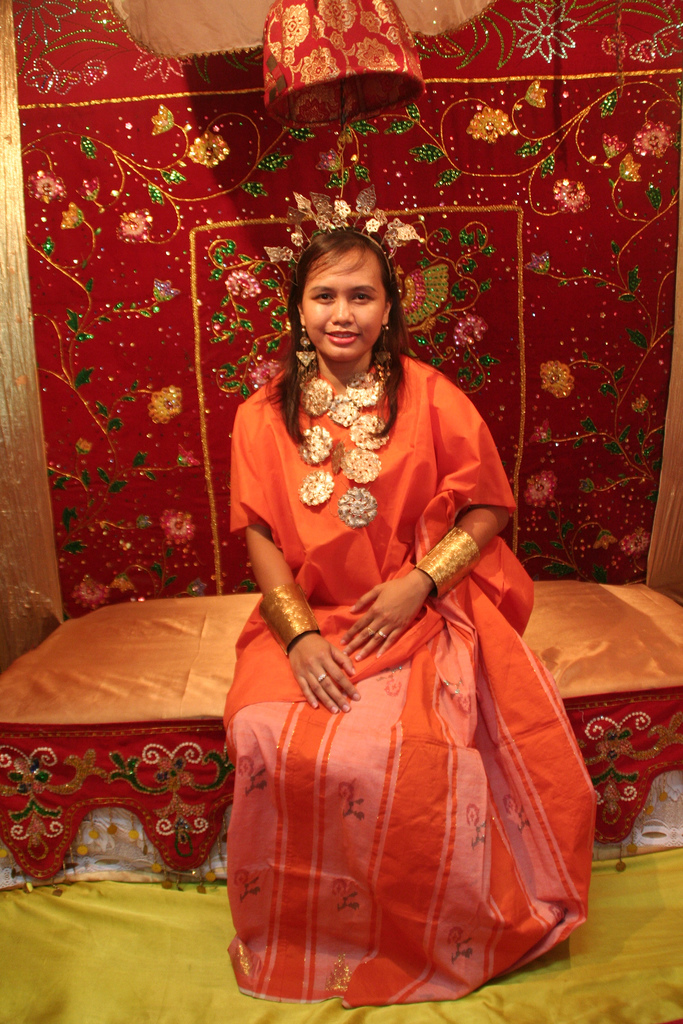
Mujer macasar con ropa tradicional (baju bodo)

### Vestimenta tradicional
Baju bodo (literalmente, 'blusa corta' en macasarés) es una prenda superior tradicional de las mujeres macasares. El baju bodo tiene forma rectangular, y suele ser de manga corta, es decir, a la mitad del codo. Según la costumbre macasar, el color del baju bodo indica la edad o la dignidad de quien lo lleva. A menudo se usa para ceremonias como bodas. Pero ahora, el baju bodo se revitaliza a través de otros eventos, como concursos de baile o recepciones de bienvenida a los invitados.

### Cocina

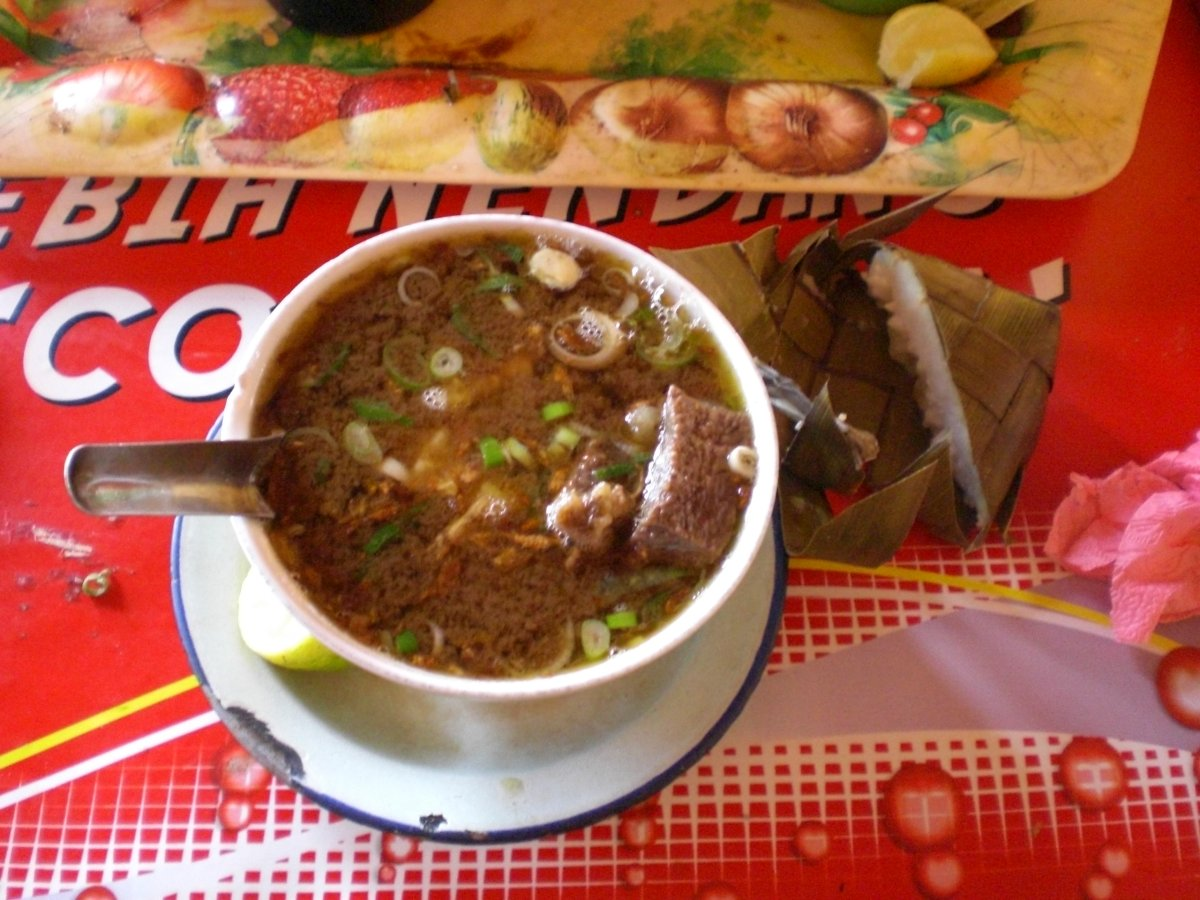
Coto makassar con ketupat al lado

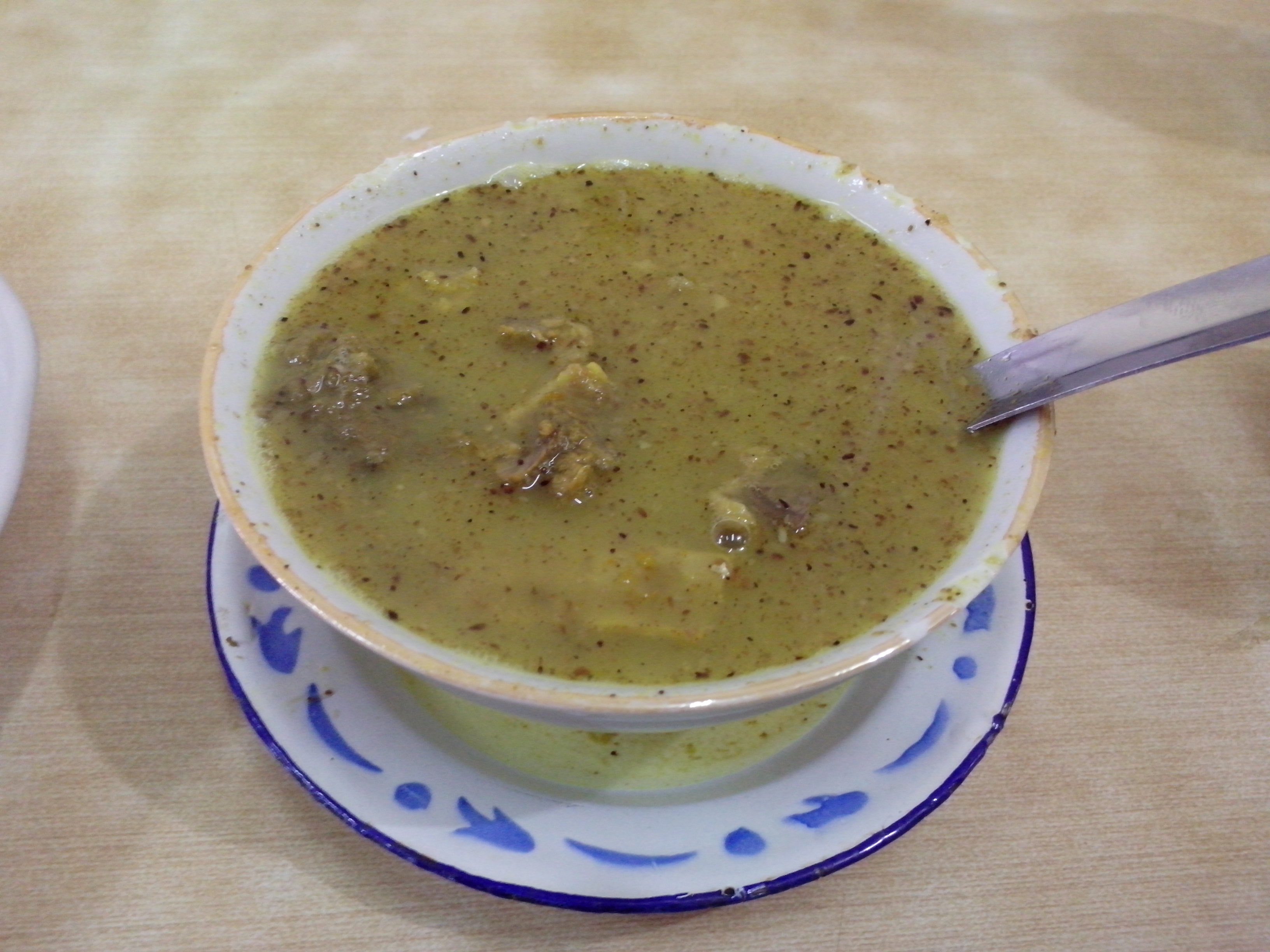
Pallubasa

La cocina de Macasar utiliza una mezcla de ingredientes agrarios y marítimos. En las ciudades de la costa oeste como Macasar, Maros y Pangkep, hay áreas costeras directamente adyacentes a los campos de arroz. Las áreas agrícolas son bastante extensas en las regiones de Maros y Pangkep. El arroz y otros cultivos como el banano son abundantes. La mayoría de los platos, principalmente kues y postres tradicionales, están hechos principalmente de arroz y plátanos.
Las áreas costeras del sur de Sulawesi son importantes productoras de pescado, con estanques en la costa oeste llenos de bolu (chano), sunu (mero), camarones y cangrejos. La tradición de la pesca en zonas costeras y de alta mar también está muy desarrollada. Entre otros, los túnidos son los más comúnmente capturados.
El "patrón agrario" se encuentra en los platos macasares que están hechos de carne de res o búfalo. Los principales ejemplos son coto, konro, sop saudara y pallubasa.

## Diferencias entre el pueblo buginés y macasar
Existe una percepción errónea común de que el pueblo macasar es idéntico y étnicamente afín al pueblo bugis, y que el término bugi y macasar son términos acuñados por los colonos holandeses para crear una división entre ellos. Esta idea desaparece una vez que el sultanato de Macasar cae en manos de los colonos holandeses, ya que los macasares eran notoriamente rebeldes contra los colonos holandeses. Dondequiera se encontraran con los colonos holandeses, era probable que se dieran conflictos. Varias figuras notables que vivían en la regencia de Gowa, que se negaron a rendirse, como Karaeng Galesong, emigraron a Java Central. Junto con su poderosa flota naval, participarían en la guerra contra cualquier vasallo holandés que encontraran. Los colonos holandeses, en ese momento gobernados por Cornelis Speelman lo llamabann Si-Bajak-Laut, que significa "el pirata".
En términos lingüísticos, el macasar y el buginés son idiomas distintos, aunque ambos pertenecen al grupo de Sulawesi del Sur dentro de la rama de idiomas malayo-polinesios de los idiomas austronesios . En esta categoría, el idioma macasar está en la misma subcategoría que el bentong, el konjo costero y de las tierras altas, y el selayar; mientras que el bugi está en la misma subcategoría que el idioma campalagian y junto con otros dos idiomas hablados en Kalimantán, Embaloh y Taman. Estas diferencias entre los pueblos bugi y macasar son una de las características que diferencian a los dos grupos de personas.
La idea de que los pueblos buginés y macasar son étnicamente afines se deriva de la conquista de reinos como el estado de Bone y el reino de Wajo por parte del sultanato de Gowa .